# Генк Барендрегт
Генк Барендрегт (Гендрік Пітер Барендрегт, нід. Hendrik Pieter Barendregt нар. 18 грудня 1947, Амстердам, Нідерланди) — нідерландський математик і логік, дослідник λ-числення і теорії типів, автор λ-куба. Професор, завідувач кафедри основ математики та інформатики Університету Неймегена.

## Біографія
Народився 1947 року в Амстердамі. Протягом 1952—1965 років навчався в освітніх установах, що використовують систему Монтессорі. 1967 року закінчив Утрехтський університет за класом математичної логіки, отримавши ступінь магістра. 1971 року під керівництвом Дірка ван Далена і Георга Крайзеля захистив докторську дисертацію (Ph. D.) з екстенсіональних моделей λ-числення і комбінаторної логіки.
Після захисту дисертації в 1971—1972 роках працював дослідником у Стенфордському університеті. Від 1972 до 1986 року обіймав професорські посади в Утрехтському університеті. Від 1986 року — професор Університету Неймегена, завідувач кафедри основ математики та інформатики. У різний час працював на запрошених посадах у Дармштадтському технічному університеті, Швейцарській вищій технічній школі Цюриха, Університеті Карнегі — Меллон, Кіотському університеті, Сієнському університеті.
Захоплюється буддизмом і медитацією, публікує статті про медитацію в психологічних і науково-популярних журналах.

## Наукова і редакційна робота
Результати початку 1970-х років стосуються нормальних форм у λ-численні і їх можливості бути реалізованими в комбінаторній логіці. Праці другої половини 1970-х років присвячені питанням моделей λ-числення. Став відомим 1981 році після виходу монографії «Лямбда-числення. Його синтаксис і семантика», яку двічі перевидано і перекладено російською і китайською мовами та вважають основною працею з безтипового λ-числення.
У 1980-і роки вивчав питання автоматичного доведення і взаємозв'язку математичного доведення з λ-численням і теорією типів (згодом концептуалізувані як ізоморфізм Каррі — Говарда). 1986 року після переходу в Університет Неймегена організував групу, що займалася питаннями формалізації математики, ідейно продовжувала роботи, які велися в рамках проєкту Automath Ніколаса де Брейна. У другій половині 1980-х вивчав типізовані варіанти λ-числення, з особливою увагою на взаємозв'язках між ними; 1991 році запропонував λ-куб — графічну інтерпретацію восьми різних типів типізованого λ-числення, яка здобула популярність як у середовищі логіків, так і серед фахівців з основ інформатики та мов програмування.
Член редколегій журналів Information and Computation, Journal of Functional Programming, Journal of Logic and Computation, Logical Methods in Computer Science.

## Нагороди та спільноти
Член Європейської академії (1992). Академік Нідерландської королівської академії наук (1997).
2002 року відзначений орденом Нідерландського лева (лицар ордена). Того ж року відзначений премією Спінози від нідерландської урядової Організації наукових досліджень.

## Основні публікації
- Henk Barendregt. Combinatory logic and the axiom of choice // Indagationes Mathematicae. — 1973. — Vol. 3, no. 76 (25 March). — P. 203—221.
- Henk Barendregt. A global representation of the recursive functions in the λ-calculus // Theoretical Computer Science[en]. — 1976. — No. 3.2 (25 March). — P. 225—242.
- Барендрегт Х. Бестиповое λ-исчисление // Справочная книга по математической логике / Под редакцией Дж. Барвайса. — М. : Наука, 1983. — Т. 4: Теория доказательств. — С. 278—318.
- Henk Barendregt, Adrian Rezus. Semantics for classical Automath and related systems // Information and Control[en]. — 1983. — Vol. 59 (25 March). — P. 127—147. Архівовано з джерела 20 травня 2021. Процитовано 20 травня 2021.
- Henk Barendregt. Lambda calculi with types // Handbook of Logic in Computer Science. — Оксфорд : Oxford University Press, 1992. — Vol. 2: Background: Computational Structures (25 March). — P. 117–309. — ISBN 0-19-853761-1. — публікація, в якій уперше введено λ-куб.